# Mascaraàs-Haron
Pour les articles homonymes, voir Haron et Mascaraàs.
« Haron » redirige ici.  Pour l'évêque de Cracovie mort en 1059, voir Aaron (évêque).
Mascaraàs-Haron (prononcé [maskaʁas aʁɔ̃] ; en béarnais Mascaraàs-Haron ou Mascaraàs-Haroû) est une commune française, située dans le département des Pyrénées-Atlantiques en région Nouvelle-Aquitaine.
Le gentilé est Mascaronais.

## Géographie

### Localisation
La commune de Mascaraàs-Haron se trouve dans le département des Pyrénées-Atlantiques, en région Nouvelle-Aquitaine.
Elle se situe à 42 km par la route de Pau, préfecture du département, et à 31 km de Serres-Castet, bureau centralisateur du canton des Terres des Luys et Coteaux du Vic-Bilh dont dépend la commune depuis 2015 pour les élections départementales.
La commune fait en outre partie du bassin de vie de Garlin.
Les communes les plus proches sont : 
Castetpugon (2,4 km), Baliracq-Maumusson (2,6 km), Tadousse-Ussau (2,6 km), Burosse-Mendousse (3,3 km), Saint-Jean-Poudge (3,6 km), Taron-Sadirac-Viellenave (4,0 km), Conchez-de-Béarn (4,4 km), Ribarrouy (4,4 km).
Sur le plan historique et culturel, Mascaraàs-Haron fait partie de la province du Béarn, qui fut également un État et qui présente une unité historique et culturelle à laquelle s’oppose une diversité frappante de paysages au relief tourmenté.

### Communes limitrophes
Les communes limitrophes sont  Baliracq-Maumusson, Burosse-Mendousse, Castetpugon, Portet, Saint-Jean-Poudge, Tadousse-Ussau et Taron-Sadirac-Viellenave.
|                          | Castetpugon       | Portet            |
| Baliracq-Maumusson       | Mascaraàs-Haron   | Tadousse-Ussau    |
| Taron-Sadirac-Viellenave | Burosse-Mendousse | Saint-Jean-Poudge |

### Hydrographie

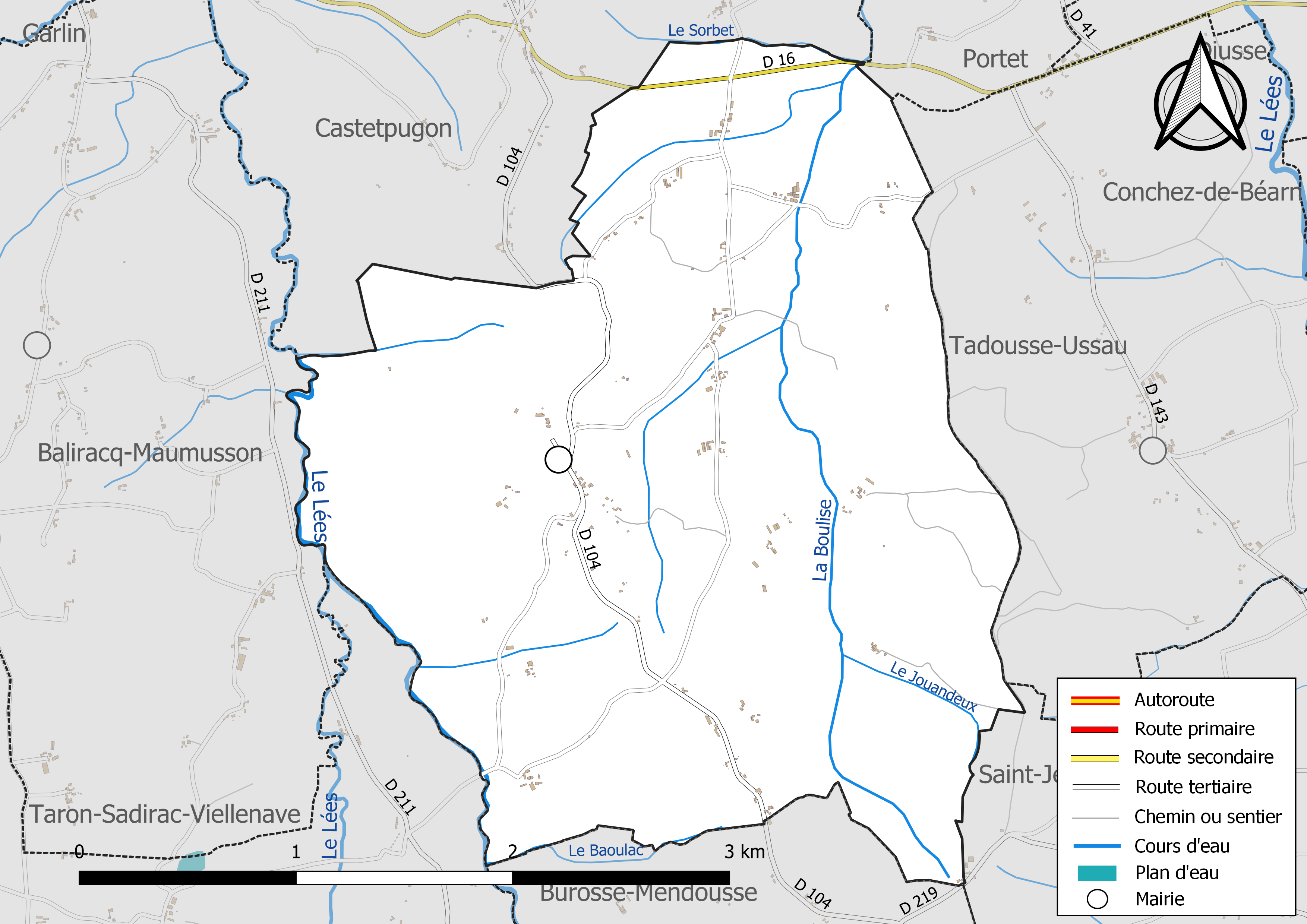
Réseaux hydrographique et routier de Mascaraàs-Haron.

La commune est drainée par le Léès, la Boulise, le Baoulac, le Jouandeux, le Sorbet, et par divers petits cours d'eau, constituant un réseau hydrographique de 13 km de longueur totale,.
Le Léès, d'une longueur totale de 39 km, prend sa source dans la commune de Sedzère et s'écoule du sud vers le nord. Il longe le territoire communal sur son côté ouest et en constitue la limite séparative avec Taron-Sadirac-Viellenave et Baliracq-Maumusson, puis se jette dans le Léez à Lannux, après avoir traversé 21 communes.

### Climat
Pour des articles plus généraux, voir Climat de la Nouvelle-Aquitaine et Climat des Pyrénées-Atlantiques.
Historiquement, la commune est exposée à un climat océanique aquitain.  
En 2020, Météo-France publie une typologie des climats de la France métropolitaine dans laquelle la commune est dans une zone de transition entre le climat océanique altéré et le climat de montagne et est dans la région climatique Aquitaine, Gascogne, caractérisée par une pluviométrie abondante au printemps, modérée en automne, un faible ensoleillement au printemps, un été chaud (19,5 °C), des vents faibles, des brouillards fréquents en automne et en hiver et des orages fréquents en été (15 à 20 jours).
Pour la période 1971-2000, la température annuelle moyenne est de 13,2 °C, avec une amplitude thermique annuelle de 14,4 °C. Le cumul annuel moyen de précipitations est de 1 071 mm, avec 11,7 jours de précipitations en janvier et 7,7 jours en juillet. Pour la période 1991-2020, la température moyenne annuelle observée sur la station météorologique la plus proche, située sur la commune de Mont-Disse à 6 km à vol d'oiseau, est de 13,9 °C et le cumul annuel moyen de précipitations est de 1 010,8 mm,. Pour l'avenir, les paramètres climatiques de la commune estimés pour 2050 selon différents scénarios d’émission de gaz à effet de serre sont consultables sur un site dédié publié par Météo-France en novembre 2022.

### Milieux naturels et biodiversité
L’inventaire des zones naturelles d'intérêt écologique, faunistique et floristique (ZNIEFF) a pour objectif de réaliser une couverture des zones les plus intéressantes sur le plan écologique, essentiellement dans la perspective d’améliorer la connaissance du patrimoine naturel national et de fournir aux différents décideurs un outil d’aide à la prise en compte de l’environnement dans l’aménagement du territoire.
Une ZNIEFF de type 2 est recensée sur la commune, : 
les « coteaux calcaires du Béarn » (461,36 ha), couvrant 20 communes du département.

## Urbanisme

### Typologie
Au 1er janvier 2024, Mascaraàs-Haron est catégorisée commune rurale à habitat très dispersé, selon la nouvelle grille communale de densité à sept niveaux définie par l'Insee en 2022.
Elle est située hors unité urbaine. Par ailleurs la commune fait partie de l'aire d'attraction de Pau, dont elle est une commune de la couronne,. Cette aire, qui regroupe 227 communes, est catégorisée dans les aires de 200 000 à moins de 700 000 habitants,.

### Occupation des sols

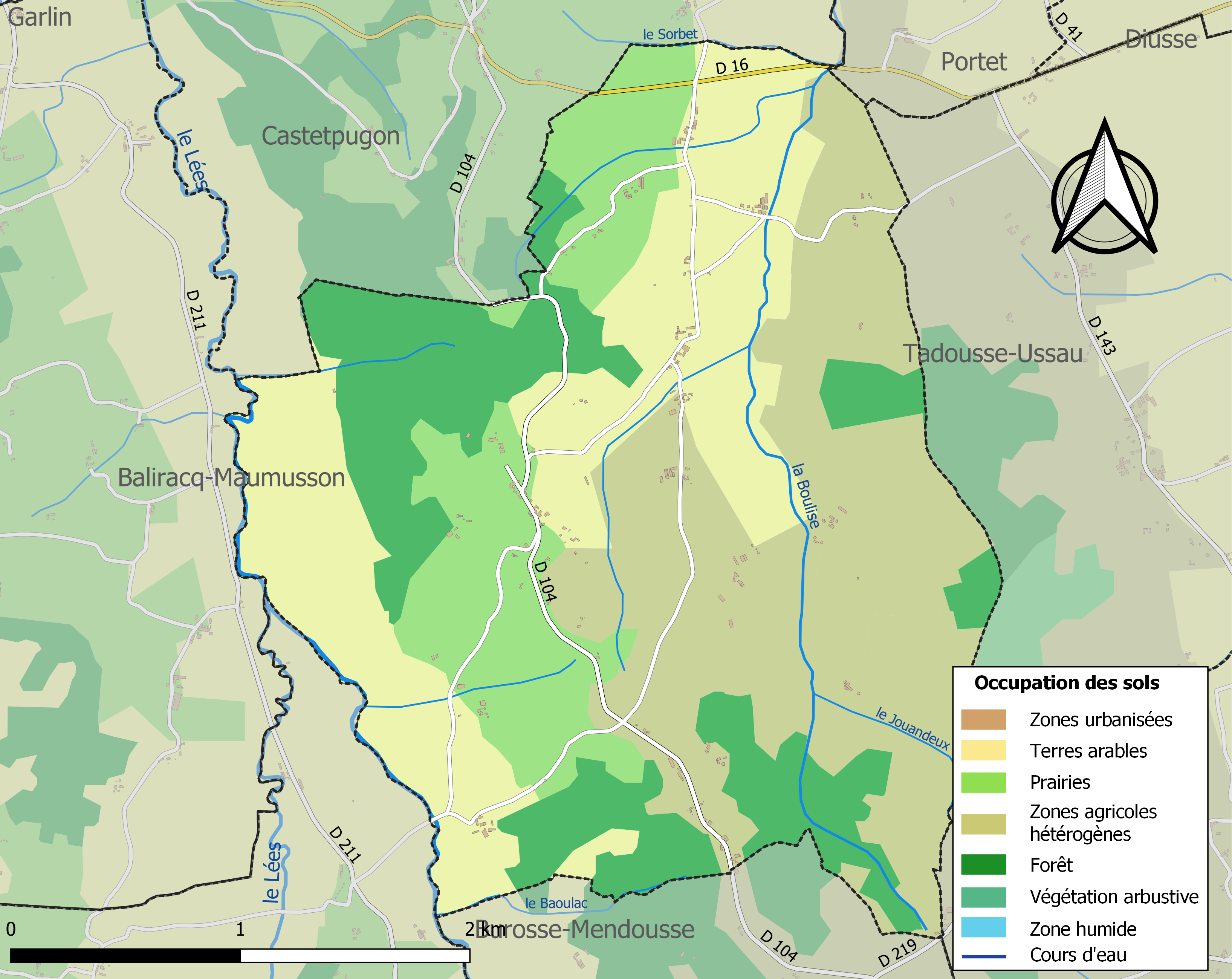
Carte des infrastructures et de l'occupation des sols de la commune en 2018 (CLC).

L'occupation des sols de la commune, telle qu'elle ressort de la base de données européenne d’occupation biophysique des sols Corine Land Cover (CLC), est marquée par l'importance des territoires agricoles (80,1 % en 2018), en diminution par rapport à 1990 (81,4 %). La répartition détaillée en 2018 est la suivante : 
zones agricoles hétérogènes (35,6 %), terres arables (28,6 %), forêts (19,9 %), prairies (15,9 %). L'évolution de l’occupation des sols de la commune et de ses infrastructures peut être observée sur les différentes représentations cartographiques du territoire : la carte de Cassini (XVIIIe siècle), la carte d'état-major (1820-1866) et les cartes ou photos aériennes de l'IGN pour la période actuelle (1950 à aujourd'hui).

### Lieux-dits et hameaux
- le Couchant ;
- Haron ;
- Larribère ;
- Lauzy ;
- le Levant ;
- Mascaraàs ;
- la Poutge.

### Voies de communication et transports
La commune est desservie par les routes départementales 16 et 104.

### Risques majeurs
Le territoire de la commune de Mascaraàs-Haron est vulnérable à différents aléas naturels : météorologiques (tempête, orage, neige, grand froid, canicule ou sécheresse), inondations et séisme (sismicité modérée). Il est également exposé à un risque technologique,  le transport de matières dangereuses. Un site publié par le BRGM permet d'évaluer simplement et rapidement les risques d'un bien localisé soit par son adresse soit par le numéro de sa parcelle.

#### Risques naturels
Certaines parties du territoire communal sont susceptibles d’être affectées par le risque d’inondation par une crue à  débordement lent de cours d'eau, notamment le Léès. La commune a été reconnue en état de catastrophe naturelle au titre des dommages causés par les inondations et coulées de boue survenues en 1982 et 2009,.

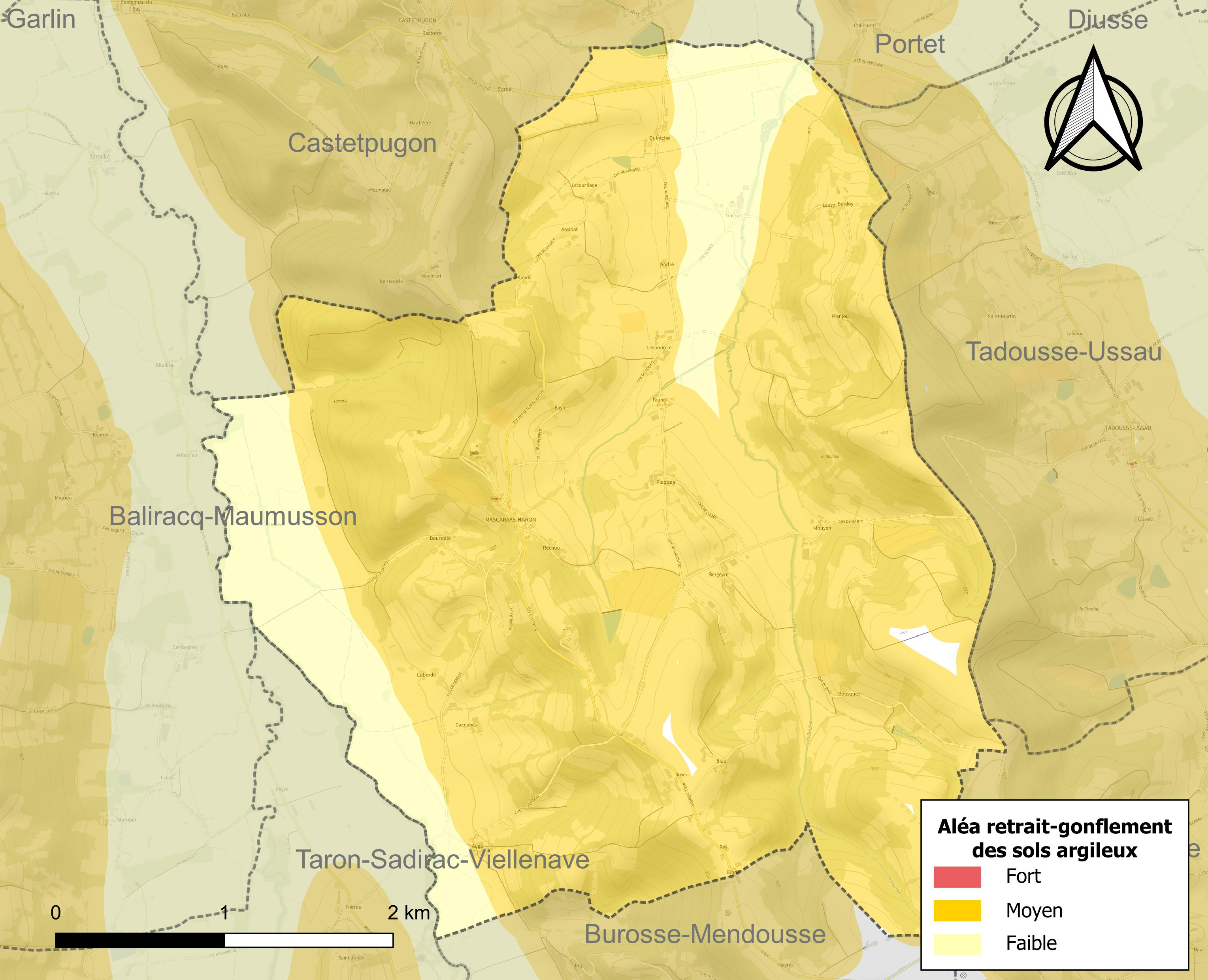
Carte des zones d'aléa retrait-gonflement des sols argileux de Mascaraàs-Haron.

Le retrait-gonflement des sols argileux est susceptible d'engendrer des dommages importants aux bâtiments en cas d’alternance de périodes de sécheresse et de pluie. 85 % de la superficie communale est en aléa moyen ou fort (59 % au niveau départemental et 48,5 % au niveau national). Depuis le 1er octobre 2020, en application de la loi ELAN, différentes contraintes s'imposent aux vendeurs, maîtres d'ouvrages ou constructeurs de biens situés dans une zone classée en aléa moyen ou fort,.

## Toponymie
Le toponyme Mascaraàs apparaît sous les formes Masquaraas (XIIIe siècle, fors de Béarn), Mascaraas (1402, censier de Béarn), Masqueraas (1546, réformation de Béarn) et Mascaras (1793, 1801, Bulletin des lois et 1863, dictionnaire topographique Béarn-Pays basque).
Brigitte Jobbé-Duval indique que Mascaraàs provient vraisemblablement du nom gascon d’un ancien propriétaire, Mascaras, diminutif de Mascarus.
Le toponyme Haron, ancien village de Mascaraàs, apparaît sous la forme Faroo (1402, censier de Béarn).
Le nom béarnais de la commune est Mascaraàs-Haron ou Mascaraàs-Haroû.

## Histoire
Paul Raymond note qu'en 1385, Mascaraàs comptait six feux et dépendait du bailliage de Lembeye. Il y avait une abbaye laïque, vassale de la vicomté de Béarn.
Haron et Mascaraàs se sont réunies en 1831.

## Politique et administration
| Date d'élection                                            | Identité                  | Parti | Qualité         |
| ---------------------------------------------------------- | ------------------------- | ----- | --------------- |
| Les données antérieures à 1995 ne sont pas encore connues. |                           |       |                 |
|                                                            | André Gassiot-Bitalis     |       |                 |
| 1995-2014                                                  | Jean-Marc Gassiot-Bitalis |       |                 |
| 2014-en cours                                              | Carle Martens             |       | Agent technique |

### Intercommunalité
Mascaraàs-Haron fait partie de six structures intercommunales :
- la communauté de communes des Luys en Béarn ;
- le SIVU de la voirie de la région de Garlin ;
- le SIVU du Lées et affluents ;
- le syndicat d’énergie des Pyrénées-Atlantiques ;
- le syndicat intercommunal d’alimentation en eau potable (SIAEP) Luy - Gabas - Lées ;
- le syndicat intercommunal des Cinq Rivières.

## Population et société

### Démographie
L'évolution du nombre d'habitants est connue à travers les recensements de la population effectués dans la commune depuis 1793. Pour les communes de moins de 10 000 habitants, une enquête de recensement portant sur toute la population est réalisée tous les cinq ans, les populations de référence des années intermédiaires étant quant à elles estimées par interpolation ou extrapolation. Pour la commune, le premier recensement exhaustif entrant dans le cadre du nouveau dispositif a été réalisé en 2006.

En 2022, la commune comptait 112 habitants, en évolution de −12,5 % par rapport à 2016 (Pyrénées-Atlantiques : +3,78 %, France hors Mayotte : +2,11 %).
| 1793 | 1800 | 1806 | 1821 | 1831 | 1836 | 1841 | 1846 | 1851 |
| ---- | ---- | ---- | ---- | ---- | ---- | ---- | ---- | ---- |
| 216  | 231  | 382  | 238  | 421  | 445  | 370  | 504  | 424  |

| 1856 | 1861 | 1866 | 1872 | 1876 | 1881 | 1886 | 1891 | 1896 |
| ---- | ---- | ---- | ---- | ---- | ---- | ---- | ---- | ---- |
| 391  | 429  | 395  | 345  | 369  | 430  | 409  | 410  | 356  |

| 1901 | 1906 | 1911 | 1921 | 1926 | 1931 | 1936 | 1946 | 1954 |
| ---- | ---- | ---- | ---- | ---- | ---- | ---- | ---- | ---- |
| 348  | 340  | 244  | 213  | 201  | 202  | 171  | 172  | 171  |

| 1962 | 1968 | 1975 | 1982 | 1990 | 1999 | 2006 | 2011 | 2016 |
| ---- | ---- | ---- | ---- | ---- | ---- | ---- | ---- | ---- |
| 174  | 163  | 149  | 156  | 150  | 128  | 123  | 125  | 128  |

| 2021 | 2022 | - | - | - | - | - | - | - |
| ---- | ---- | - | - | - | - | - | - | - |
| 116  | 112  | - | - | - | - | - | - | - |

## Économie
La commune fait partie des zones d'appellation d'origine contrôlée (AOC) du madiran, du pacherenc-du-vic-bilh et du béarn.

## Culture locale et patrimoine

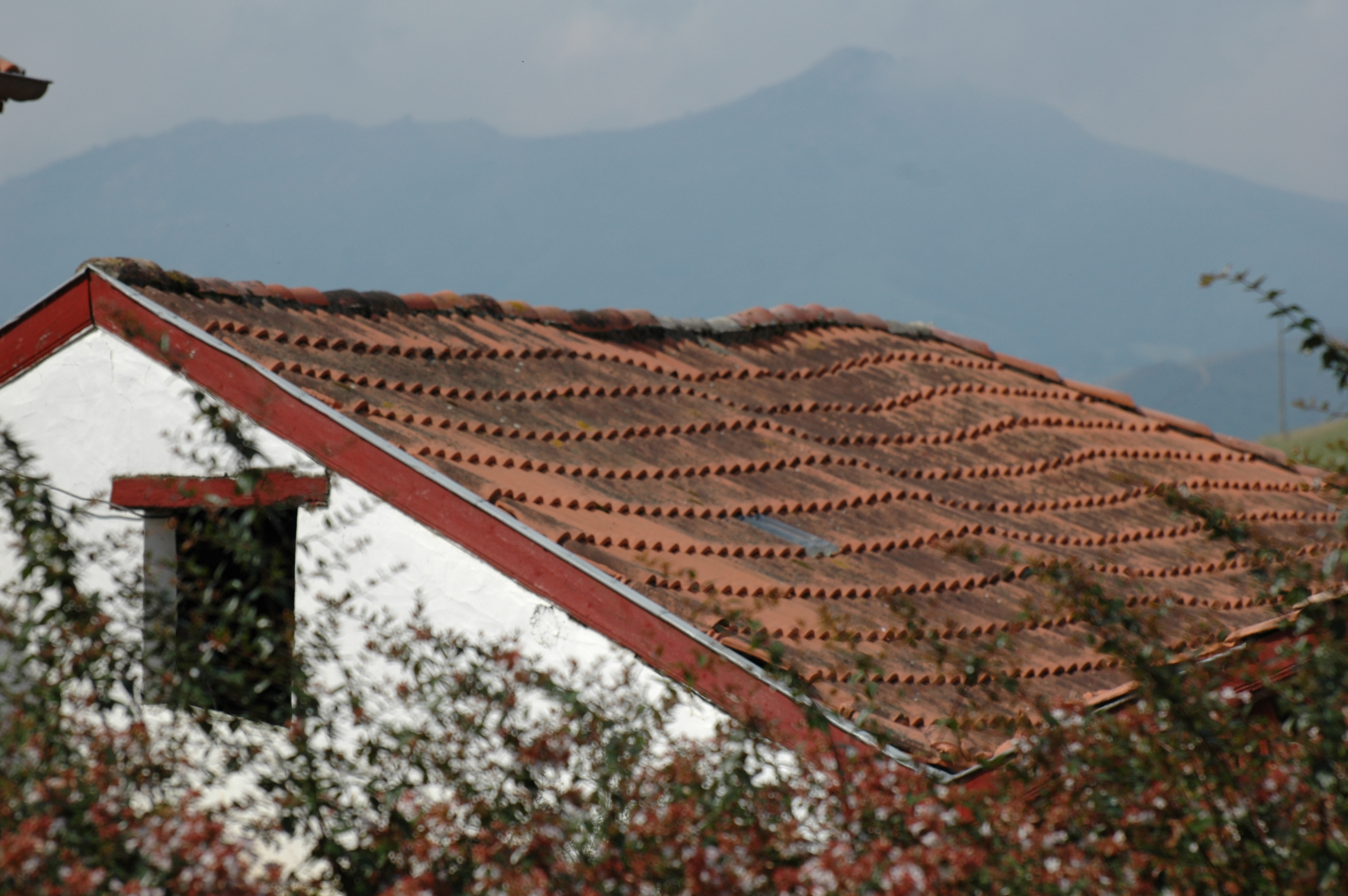
Toiture vénérable.

### Patrimoine civil
Le château de Mascaraàs a des origines qui remontent au haut Moyen Âge. Il fut transformé par la suite aux XVIe et XVIIe siècles (siège d'une abbaye laïque), puis aux deux siècles suivants. Des lambris de revêtement en bois peint (scènes mythologiques) et taillé, ainsi que neuf cheminées sont inscrites à l'inventaire général du patrimoine culturel.
La commune présente un ensemble de fermes du XVIIIe siècle.

### Patrimoine religieux
Une partie (nef) de l'église Saint-Jean-Baptiste date du XVIe siècle. L'église recèle du mobilier, un tableau, des statues, sept verrières et des objets également inscrits à l'inventaire général du patrimoine culturel.